# Aquilino di Milano
Aquilino, conosciuto come Aquilino di Milano o Aquilino di Colonia (Würzburg, ... – Milano, 1015 circa), fu un canonico e predicatore. È venerato come santo dalla Chiesa cattolica.

## Biografia

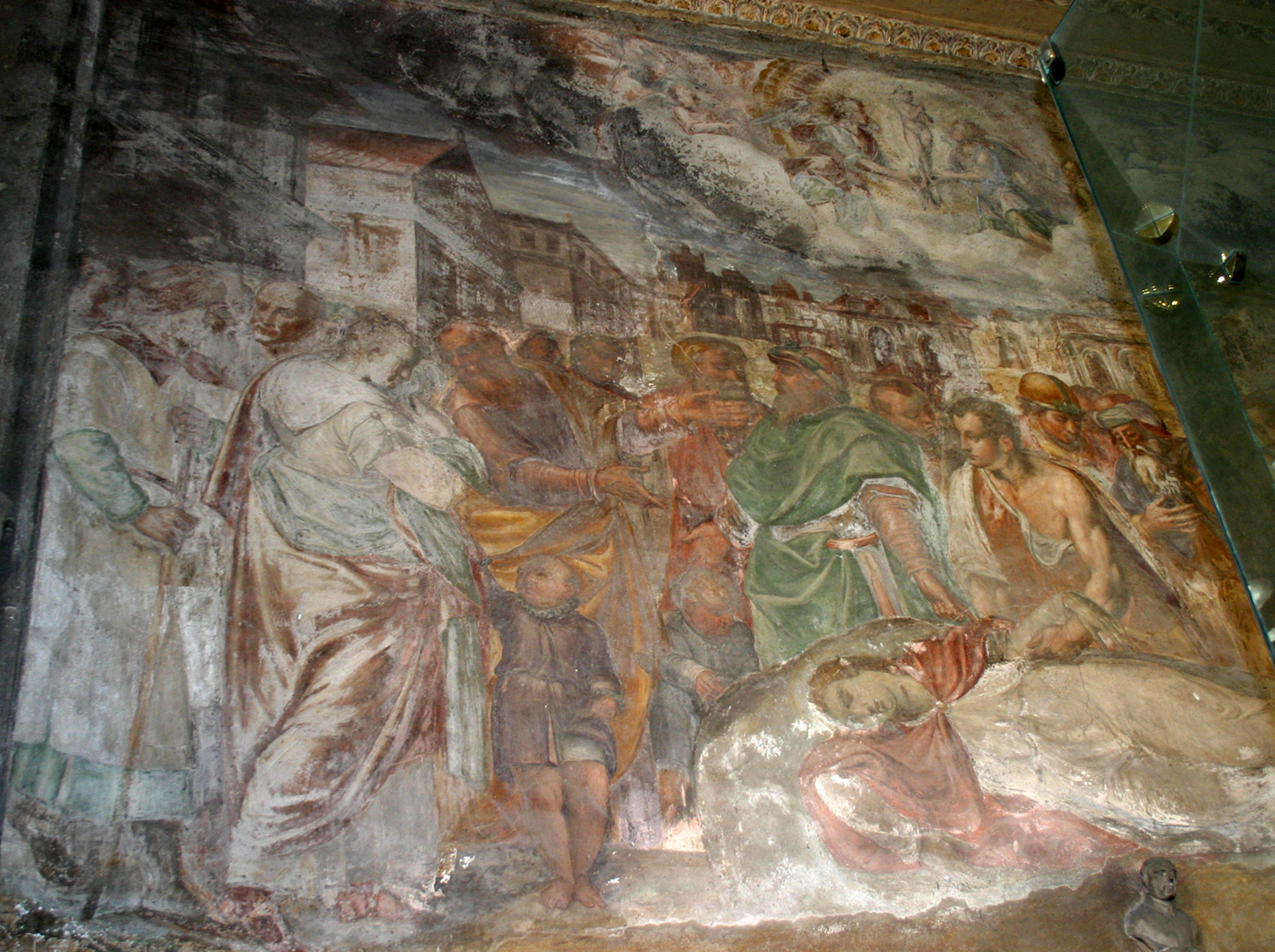
Carlo Urbini, Ritrovamento del corpo di Sant'Aquilino (1489)

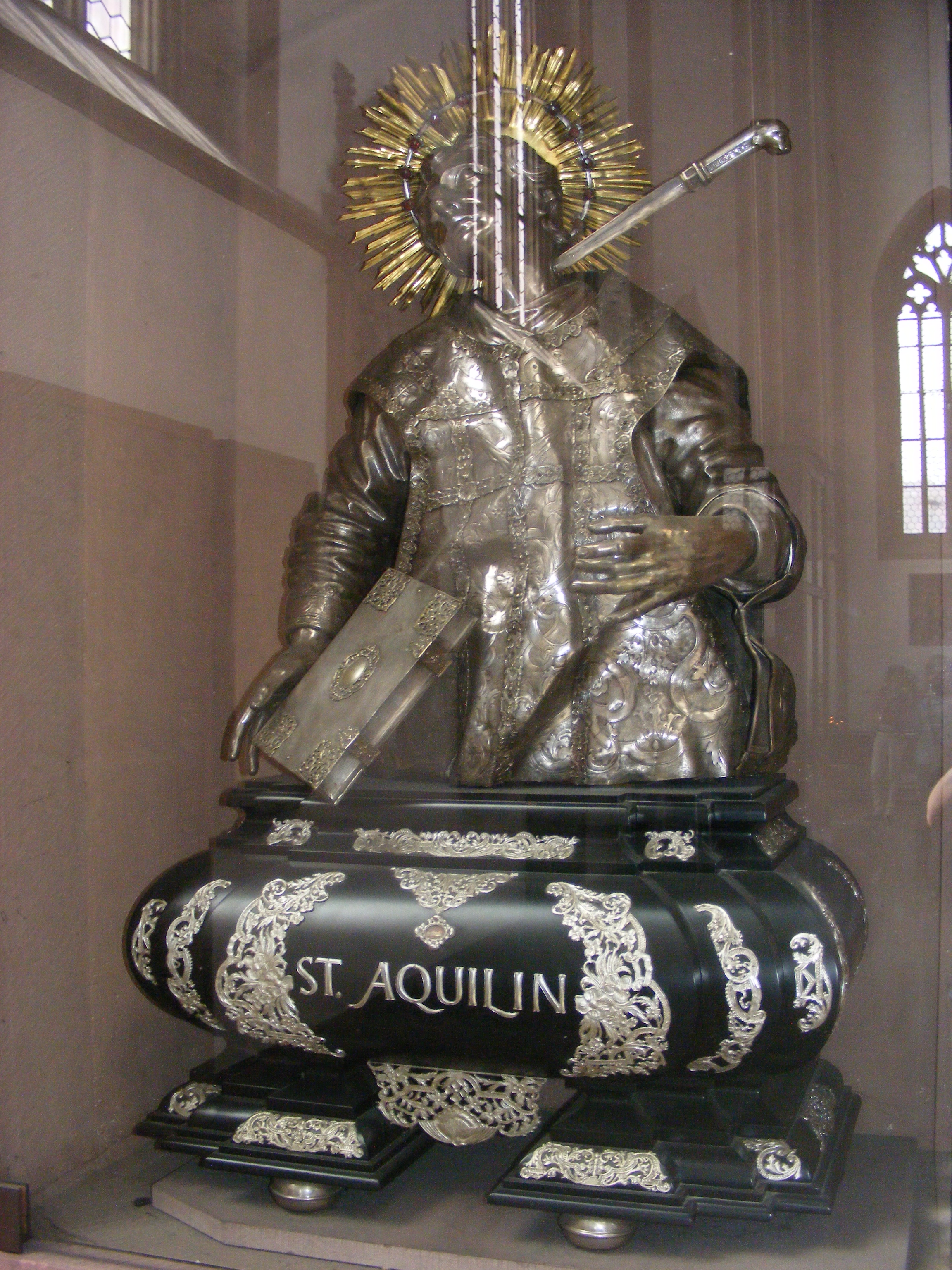
Reliquiario di S. Aquilino a Würzburg

Le informazioni su di lui sono molto incerte ed inoltre numerosi sono i santi e martiri con lo stesso nome.
Nacque da nobile famiglia di ambiente ereticale a Herbipoli (Würzburg in Baviera).
Studiò teologia a Colonia Agrippina (Colonia in Nord Reno-Vestfalia) per allontanarsi dalla famiglia, e divenne canonico. Gli venne offerto, alla morte del vescovo, il seggio di Colonia che rifiutò per dedicarsi alla predicazione.
Successivamente passò a Parigi, dove si dedicò alla cura degli ammalati e rifiutò nuovamente l'offerta del seggio vescovile. 
Si spostò quindi in Italia, a Pavia, per predicare contro i catari, e successivamente a Milano presso la chiesa di San Lorenzo.
Sarebbe stato ucciso, verso il 1015, dai catari, secondo la tradizione assieme ad un compagno di nome Costanzo presso Porta Ticinese in via della Palla.

## Incertezze delle fonti
Bolland data la venuta in Italia di Aquilino nel 489, regnante Teodorico (454 - 526) ostrogoto, e la morte  di Aquilino nel 526, data coerente con la conversione dei longobardi dall'arianesimo al cattolicesimo durante il regno di Teodolinda (m. 627). Potrebbe trattarsi di due omonimi Aquilino vissuti e morti in periodi diversi (+526, +650, +1050).

## Culto
Aquilino è venerato come santo il 29 gennaio ed è il protettore dei facchini in quanto il suo corpo fu ritrovato da alcuni facchini e viene rappresentato con una spada confitta in gola.
A Milano veniva omaggiato nel giorno della sua morte dalla processione dei facchini della Balla, organizzata dall'omonima confraternita.